# Cynanchum appendiculatum
Cynanchum appendiculatum är en oleanderväxtart som beskrevs av Choux. Cynanchum appendiculatum ingår i släktet Cynanchum och familjen oleanderväxter. Inga underarter finns listade i Catalogue of Life.